# Quercus mespilifolia
Quercus mespilifolia là một loài thực vật có hoa trong họ Cử. Loài này được Wall. ex A.DC. miêu tả khoa học đầu tiên năm 1864.